# Амангельды (Есильский район)
Амангельды (каз. Амангелді) — село в Есильском районе Северо-Казахстанской области Казахстана. Входит в состав Ильинского сельского округа. Код КАТО — 594247200.

## География
Расположено в 99 км от областного центра Петропавловска, на левом берегу реки Ишим.

## Население
В 1999 году численность населения села составляла 202 человека (97 мужчин и 105 женщин). По данным переписи 2009 года, в селе проживало 85 человек (43 мужчины и 42 женщины).